# Betteleiche (Ditzingen)
Die Betteleiche ist ein Naturdenkmal im Ortsteil Schöckingen der Stadt Ditzingen. Die Stieleiche ist Lebensraum für verschiedene Vogel-, Fledermaus- und Insektenarten. Mit einem Umfang von 5,30 Metern und einem Brusthöhendurchmesser von 1,69 Metern ist sie die stärkste Eiche im Landkreis Ludwigsburg.
Standort des Baumes ist die Südwestecke des Hühnerwalds unmittelbar an der Landstraße zwischen Hirschlanden und Heimerdingen (L 1177). Sein Alter wird auf wenig über 200 Jahre geschätzt. Seit 1988 ist er als Naturdenkmal ausgewiesen. Der Name Betteleiche leitet sich von fahrendem Volk ab, das früher häufig an der Waldecke lagerte, weil ihm der Zugang zum benachbarten Heimerdingen verwehrt war.

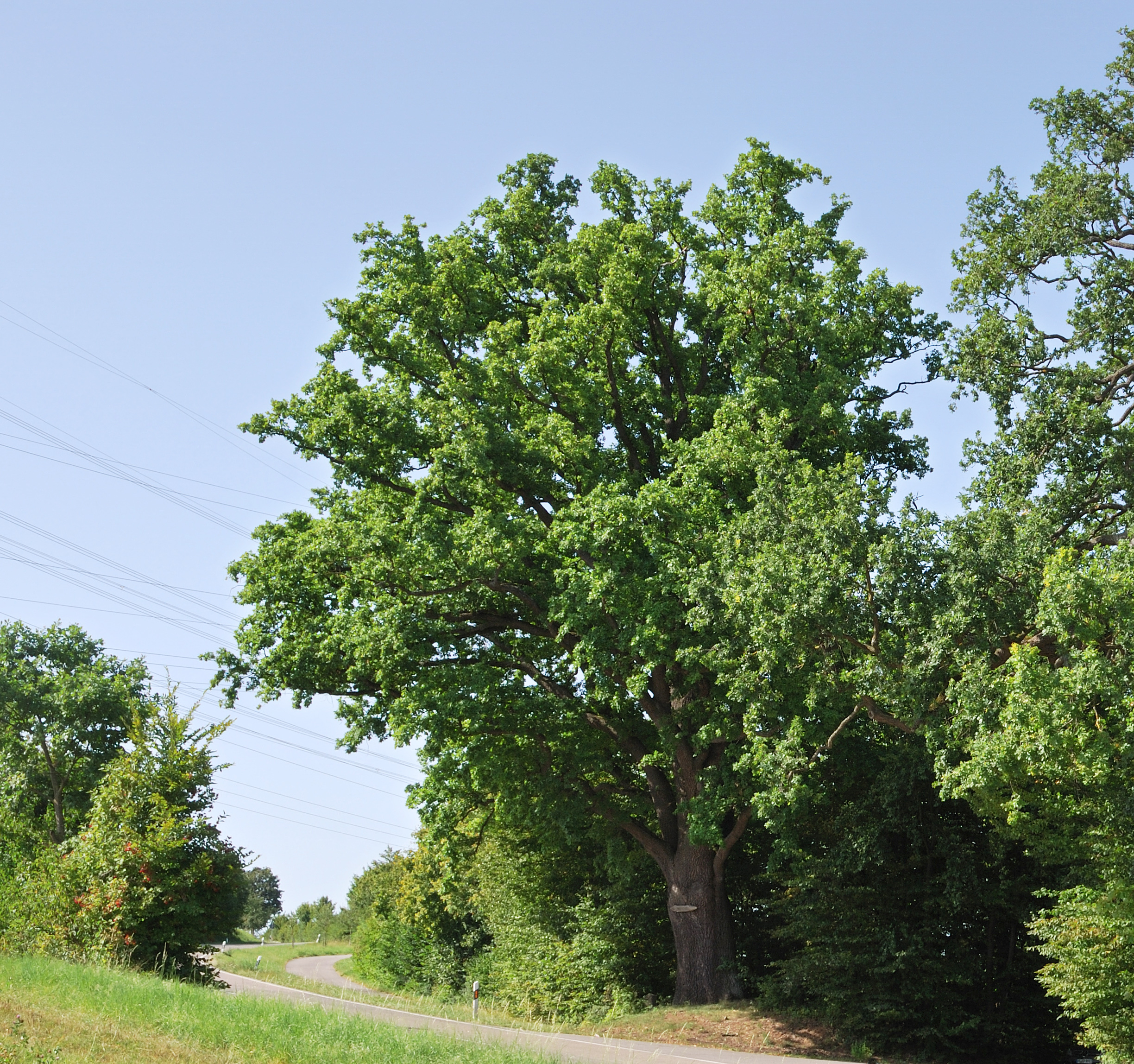
Betteleiche, August 2012
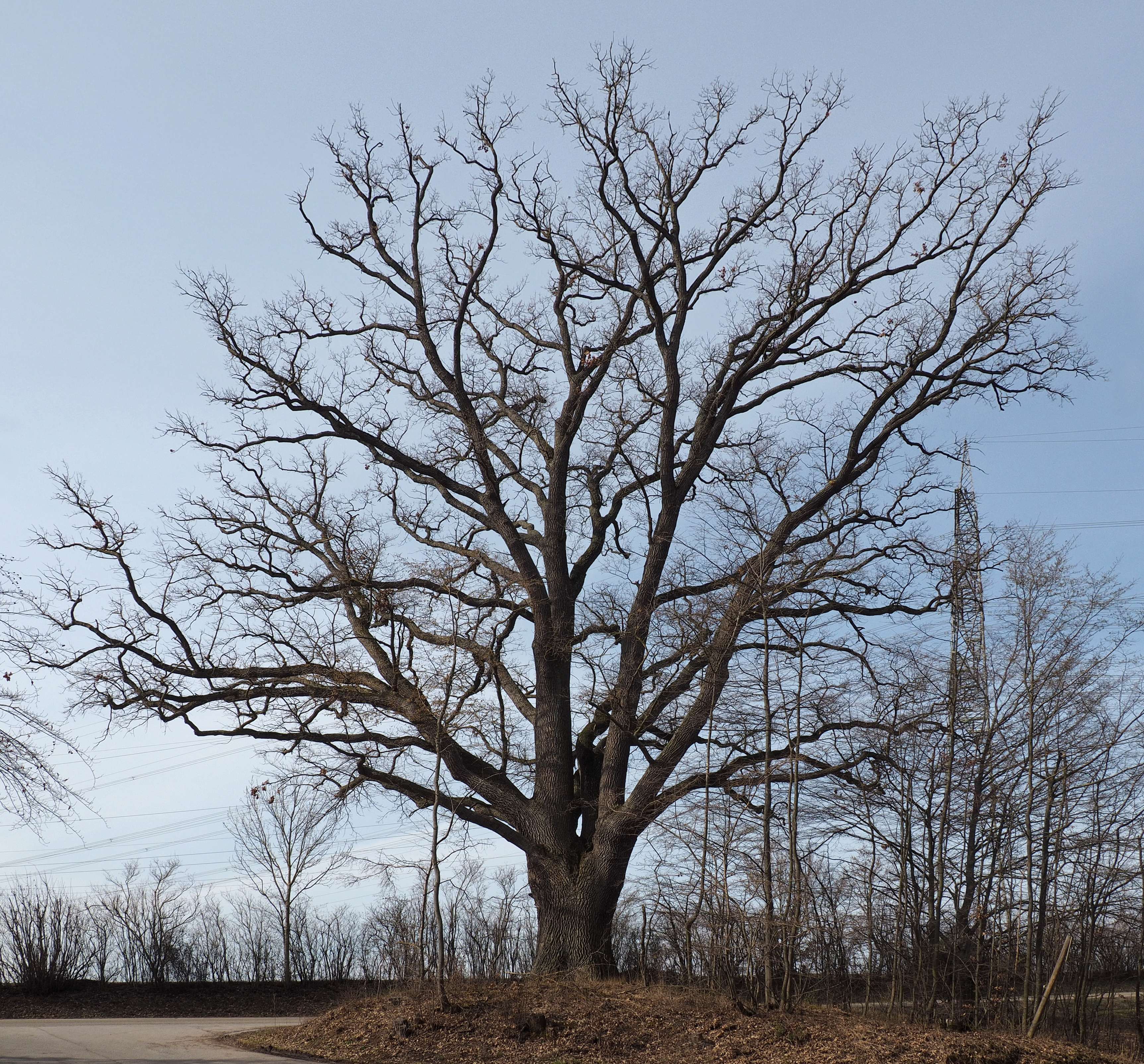
Betteleiche, März 2021